# Walenty z Recji

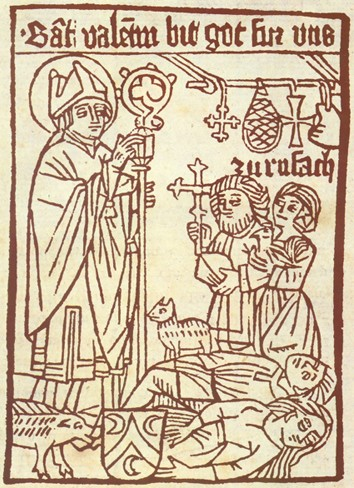
Pielgrzymkowy obrazek (drzeworyt) z 1480, z Rouffach w Alzacji, w National Gallery of Art w Waszyngtonie.

Walenty z Recji (zm. w 470 lub 475 w Maia na granicy z Recją, obecnie Merano we Włoszech) – według tradycji pierwszy biskup Pasawy i krainy Retów, święty Kościoła katolickiego.

## Życiorys
O jego życiu niewiele wiadomo. Wspominany jest w Vita S. Severini przez Eugipiusza (+533) oraz przez Wenancjusza Fortunata (+600) w Vita S. Martini, który jako biskup Poitiers poświęcił Walentemu kościół w dolinie górnej rzeki Inn i kolejne na przełęczy Brenner. O czci jaką darzono Walentego (przeniesienie relikwii) świadczy również Arbeo, biskup Freising (+784).

## Żywot świętego
Walenty żył w czasach wielkiej wędrówki ludów w V wieku. Pochodził z terenów dzisiejszej Holandii. Około 435 roku przybył do Pasawy. Został wyświęcony przez papieża Leona Wielkiego na biskupa Recji. Obszar jego działania misyjnego obejmował tereny alpejskie, zajmowane niegdyś przez Retów, Pasawę, przełęcz św. Gotarda, Ratyzbonę, Bressanone i Chur, gdzie być może spotkał Lucjusza. Podjął się szerzenia chrześcijaństwa wśród tamtejszych ludów, zwalczając wpływy pogańskie i ariańskie, jednak bez większych sukcesów. Ostatecznie przeniósł się do Pasawy, prowadząc życie wędrownego misjonarza i posłańca wiary. Mało prawdopodobne jest, aby był biskupem w tym mieście. Zmarł ok. 475 a jego ciało pochowane zostało w Zenoburgu pod Meranem.

## Kult
Jego relikwie zostały przeniesione w 739 roku do Trydentu (wł. Trento), a stąd do Pasawy w 761 roku, za zgodą ostatniego księcia Bawarii (z rodu Agilolfingów) Tassilo III (+796).
W 1120 lub 1200 roku rzekomo odkryto grób św. Walentego na dziedzińcu katedry w Pasawie. Wydarzenie to było inspiracją napisania żywota świętego przez Anonymusa Passaviensisa, a relikwie przeniesione do nowego grobowca w katedrze.
Patronat
Od czasu przeniesienia relikwii Walenty jest patronem diecezji passawskiej, obok św. Stefana (Szczepana).
Patronuje osobom chorym na reumatyzm i epileptykom, stąd często mylony jest ze św. Walentym (od "Walentynek"). Jest również orędownikiem w czasie zarazy wyniszczającej zwierzęta.
Dzień obchodów
Jego wspomnienie liturgiczne w Kościele katolickim obchodzone jest 7 stycznia. W Pasawie ma rangę uroczystości, a przeniesienie relikwii wspominane jest 4 sierpnia.
Ikonografia
W ikonografii przedstawiany jest z leżącym chorym dzieckiem u stóp lub obok osoby kalekiej.